# Bougainvilliidae
Bougainvilliidae is een familie van neteldieren uit de klasse van de Hydrozoa (hydroïdpoliepen). 

## Geslachten
- Bimeria Wright, 1859
- Bougainvillia Lesson, 1830
- Chiarella Maas, 1897
- Dicoryne Allman, 1859
- Garveia Wright, 1859
- Koellikerina Kramp, 1939
- Millardiana Wedler & Larson, 1986
- Nemopsis Agassiz, 1849
- Nubiella Bouillon, 1980
- Pachycordyle Weismann, 1883
- Parawrightia Warren, 1907
- Rhizorhagium M. Sars, 1874
- Silhouetta Millard & Bouillon, 1973
- Thamnostoma Haeckel, 1879
- Velkovrhia Matjasic & Sket, 1971